# Ümit Korkmaz
Ümit Korkmaz (* 17. September 1985 in Wien) ist ein österreichischer Fußballspieler türkischer Abstammung.

## Karriere

### Verein

#### Jugend und Durchbruch in der Wiener Stadtliga
Korkmaz wurde als Sohn türkischer Migranten in Wien geboren und ist sowohl österreichischer als auch türkischer Staatsbürger. Mit dem Fußballspiel kam er bereits in seiner frühesten Jugend im Forschneritsch-Park in Rudolfsheim-Fünfhaus in Berührung. Sein erster Verein war der SC Wacker Wien. Nach der Auflösung des Klubs im Jahr 1996 wechselte Korkmaz als Elfjähriger in die Jugend von Slovan/HAC, wo er alle Nachwuchsstationen durchlief und schließlich in die Kampfmannschaft des Oberligisten kam. Mit seiner Schnelligkeit, seiner bereits guten Technik und starken Tempodribblings machte er die Scouts der Bundesligaklubs auf sich aufmerksam.
Im Sommer 2005 holte Trainer Andreas Reisinger das 20-jährige Talent zu den Rapid-Amateuren in die Wiener Stadtliga. Trotz einer Pause wegen eines Handbruchs führte er die junge Mannschaft mit zwölf Saisontoren und 24 Vorlagen zum Meistertitel und zum erstmaligen Aufstieg in die Regionalliga Ost. Noch während der laufenden Saison erhielt er im Frühjahr 2006 seinen ersten Profivertrag beim österreichischen Bundesligisten SK Rapid Wien und übersprang damit binnen eines Jahres gleich vier Spielstufen. In seiner ersten und einzigen Saison bei den Amateuren wählten ihn die 16 Stadtligatrainer, die Sportjournalisten der Kronenzeitung und die Berichterstatter von www.wienerliga.at zum besten Spieler und besten Mittelfeldspieler der Saison 2005/06.

#### Bundesligazeit bei Rapid
Unter Georg Zellhofer feierte der Mittelfeldspieler 2006 mit einem Kurzeinsatz gegen Mattersburg sein Debüt in der österreichischen Bundesliga. Erstmals von Beginn an spielte er am 16. September 2006 gegen FC Wacker Tirol. In der Saison 2006/07 absolvierte er 24 von 36 Spielen für Rapid, 19-mal davon in der Startformation. Ein Jahr später war er maßgeblich daran beteiligt, dass sich Rapid die 32. Meisterschaft sichern konnte. Speziell seine starken Leistungen im Frühjahr trugen dazu bei, dass er letztendlich den Sprung in die deutsche Bundesliga schaffte.

#### Wechsel in die deutsche Bundesliga
Für die Saison 2008/09 unterschrieb Korkmaz bei Eintracht Frankfurt in der deutschen Bundesliga. Dort zog er sich beim ersten Training einen Bruch des Mittelfußknochens zu und konnte an den Vorbereitungen und den ersten Pflichtspielen nicht teilnehmen. Nach überstandener Verletzung feierte er am 18. Oktober sein Bundesligadebüt im Heimspiel gegen Bayer 04 Leverkusen. Nach einem Zweikampf mit Michael Fink im Training am 12. November verletzte sich Korkmaz erneut schwer, die erste Diagnose hieß wiederum Mittelfußbruch. Am 9. Mai 2009 in Hannover erzielte Korkmaz per Kopf sein erstes Bundesligator für die Frankfurter Eintracht. In 37 Bundesligaspielen für die Eintracht gelangen ihm insgesamt drei Tore.
Am 26. Jänner 2011 gab Eintracht Frankfurt bekannt, dass Korkmaz bis zum Ende der Saison 2010/11 an den VfL Bochum ausgeliehen wird. In seinem zweiten Spiel für Bochum, bei dem er erstmals in der Startaufstellung stand, erzielte er beim 2:1 des VfL gegen Rot-Weiß Oberhausen den zwischenzeitlichen Ausgleichstreffer. Zur Saison 2011/12 kehrte er zur inzwischen in die 2. Bundesliga abgestiegenen Eintracht zurück und wechselte zur Saison 2012/13 zum FC Ingolstadt 04.
Im Frühjahr 2014 wechselte Korkmaz in die türkische Süper Lig zu Çaykur Rizespor. Er unterschrieb hier einen Dreieinhalbjahresvertrag und spielte mit einer einheimischen Spielerlizenz. Im November 2016 verließ er Rizespor.

#### Rückkehr nach Österreich und Wechsel ins Unterhaus
Im Jänner 2017 wechselte er zurück nach Österreich zum Bundesligisten SKN St. Pölten, bei dem er einen bis Juni 2017 gültigen Vertrag erhielt. Im Juli 2017 wechselte er zum Regionalligisten FC Karabakh Wien, der 2018 in FC Mauerwerk umbenannt wurde. In der Winterpause der Saison 2018/19 wechselte er zum fünftklassigen First Vienna FC, bei dem er einen bis Juni 2020 laufenden Vertrag erhielt. Mit der Vienna stieg er in weiter Folge in die Wiener Stadtliga auf und stand zudem im Finale des Wiener Fußballcups. Nach einem weiteren Jahr bei Slovan HAC pausierte er ein Jahr, ehe er sich im Juni 2022 dem SC Hainfeld in der Gebietsliga West anschloss. In der Winterpause 2022/23 ging es für ihn weiter zum SC Ostbahn XI.

### Nationalmannschaft
Nach Korkmaz’ starker Frühjahrssaison 2007 wurde er auch ein Thema für die österreichische Nationalmannschaft, musste aber mehrmals verletzungsbedingt absagen. Am 27. Mai 2008 debütierte er schließlich beim 1:1 gegen Nigeria. Einen Tag später wurde er in den Kader für die Europameisterschaft 2008 berufen. Er kam in allen drei Spielen der Österreicher zum Einsatz. Nachdem er von einigen Verletzungen immer wieder zurückgeworfen wurde, konnte er an großen Phasen der Qualifikation für die Weltmeisterschaft 2010 nicht teilnehmen. Am 19. Mai 2010 gab er beim 0:1 gegen Kroatien, nach über einem Jahr Pause, sein Comeback in der Nationalelf. Nach zwei Länderspielen im Jahr 2010 absolvierte er im darauffolgenden Jahr zwei weitere Spiele für das Nationalteam und wurde danach nie wieder eingesetzt.

## Titel und Erfolge

### Verein
- 1× Österreichischer Meister: 2008
- 1× Meister Wiener Stadtliga: 2005/06

### Auszeichnungen
- 1× Spieler des Jahres Wiener Stadtliga: 2005/06
- „Aufsteiger des Jahres“ bei der Wahl zu Österreichs Sportler des Jahres: 2008